# Variatio
Bei der Variatio oder Variation handelt es sich um eine rhetorische Figur, die vor allem in der antiken Rhetorik durch einen unerwarteten Wechsel von Syntax, Sprechrhythmus oder Wortwahl der möglichst abwechslungsreichen Gestaltung einer Rede diente. Verwandte Stilmittel sind Inkonzinnität und Wechsel im Ausdruck.